# غنج تبة (سفالغران)
غنج تبة (بالفارسية: گنج‌تپه) هي مستوطنة تقع في إيران في قسم سفالغران الريفي. يقدر عدد سكانها بـ 1,779 نسمة .